# Tenodera aridifolia
Tenodera aridifolia es una especie de mantis de la familia Mantidae.

## Distribución geográfica
Se encuentra en la Colombia, India, China, Taiwán, Japón, Birmania, Tailandia, Malasia, Indonesia, Palawan y Mindanao.

## Subespecies
Hay dos subespecies:
- Tenodera aridifolia aridifolia (Stoll, 1813)
- Tenodera aridifolia brevicollis (Breier, 1933)

## Galería

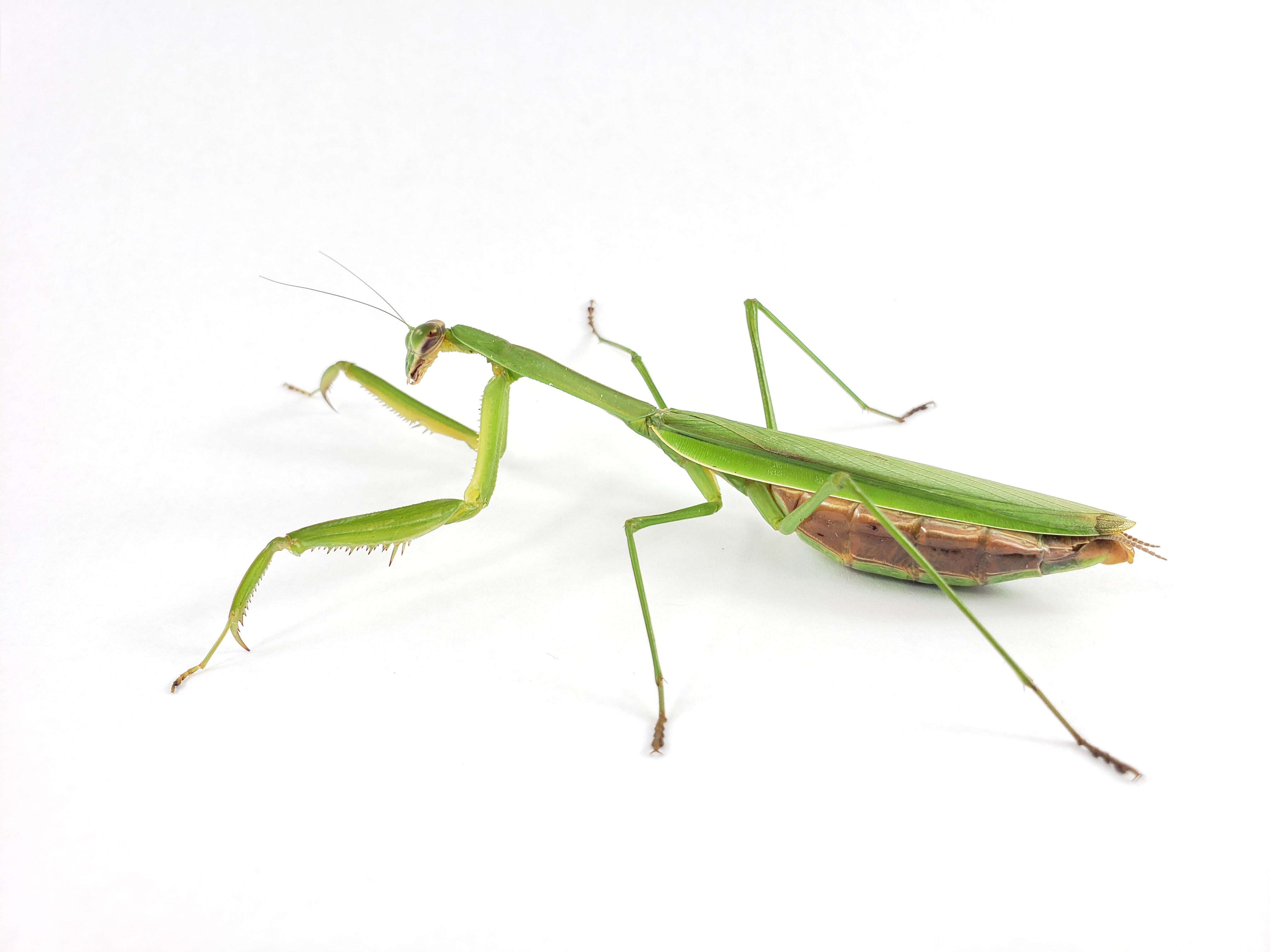
Tenodera aridifolia
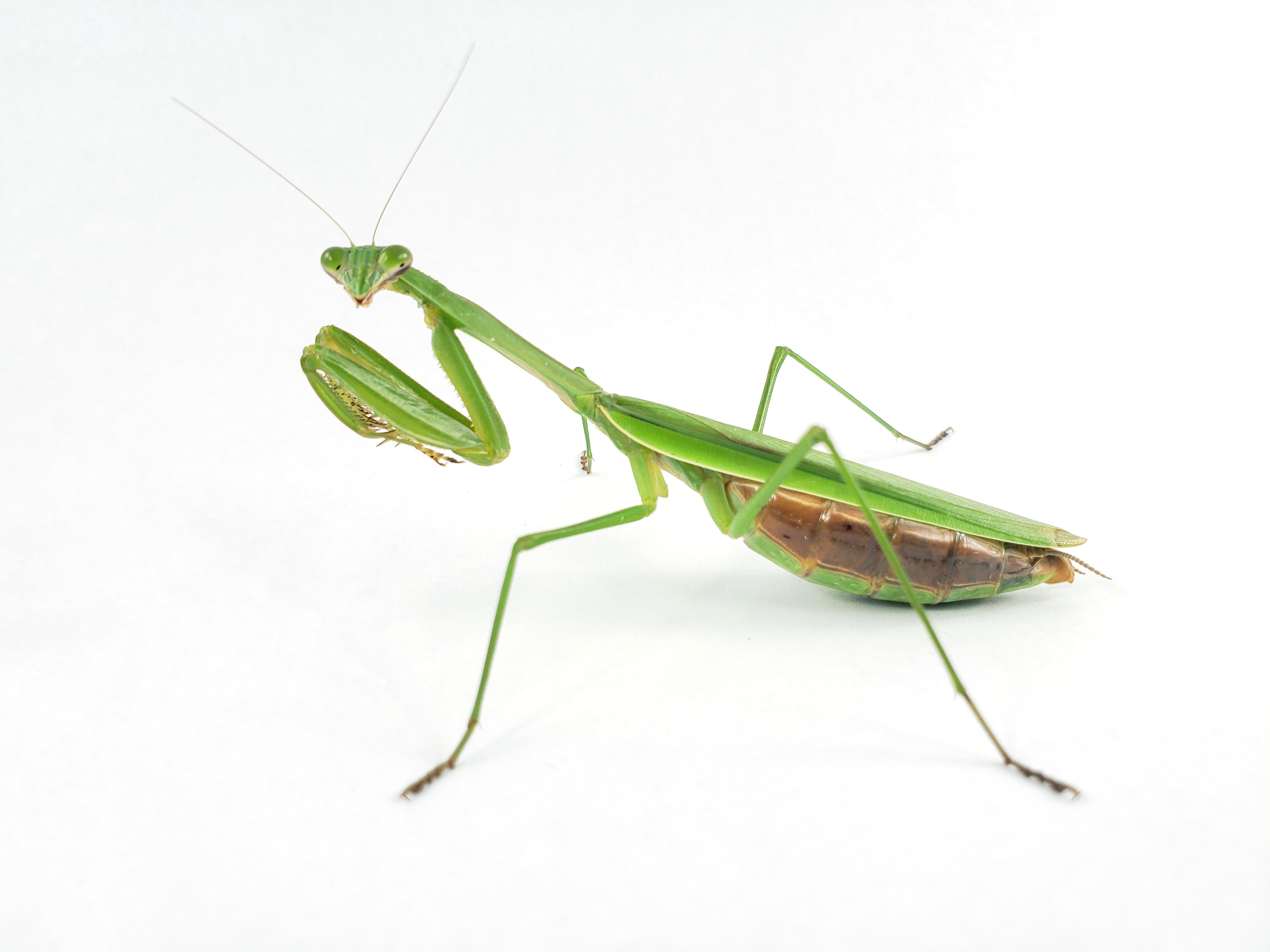
Tenodera aridifolia
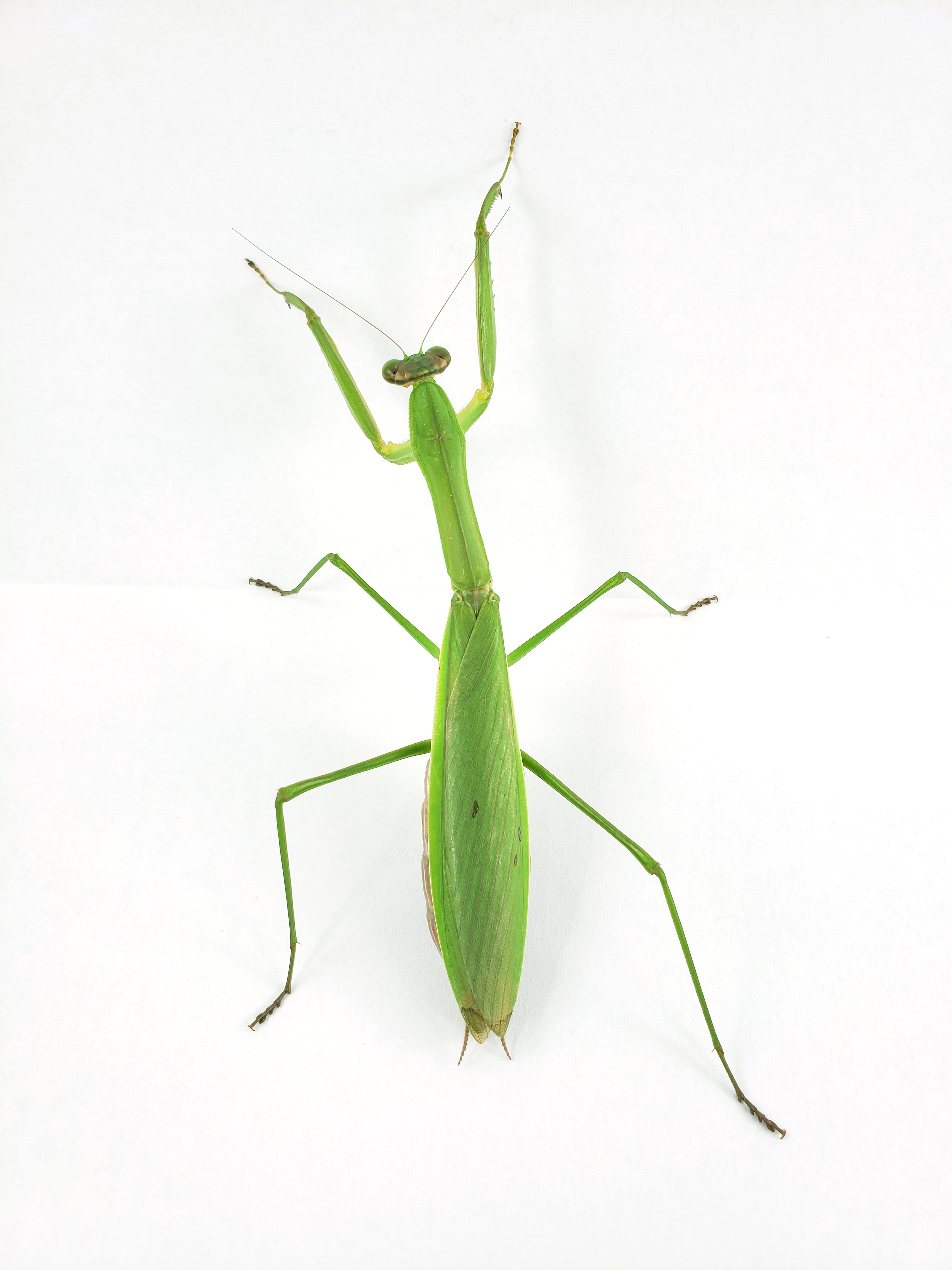
Tenodera aridifolia
- Video de Tenodera aridifolia en Tokio, Japón (2016)